# Виноградное (Берёзовский район)
Виноградное (укр. Виноградне) — село, относится к Березовскому району Одесской области Украины. Основано в 1809 году как реформатско-лютеранское село Вормс.
Население по переписи 2001 года составляло 1187 человек. Почтовый индекс — 67341. Телефонный код — 4856. Занимает площадь 1,592 км². Код КОАТУУ — 5121281001.

## История
Реформаторсо-лютеранское село Вормс основано в 1809 г. 65 семьями из Эльзаса, Бадена, Вюртемберга, Пфальца, Польши, Фогтланда, Вестфалии, Мекленбурга, Саксонии. В колонии имелись реформаторская церковь, лютеранский молельнвенный дом. Один из центров штундизма. В 1873 г. часть жителей эмигрировала в США. В 1919 г. подверглось набегу банды Григорьева. В 1920 г. колонисты совместно с петлюровцами подняли антибольшевитское восстание. Жители-немцы выселены в Вартегау в марте 1944 г.
В 1945 г. Указом ПВС УССР село Вормсово переименовано в Виноградное.

## Местный совет
67341, Одесская обл., Березовский р-н, с. Виноградне, ул. Ленина, 44

## Образование и воспитание
Детский сад
Общеобразовательная школа I—III ступеней

## Фотографии

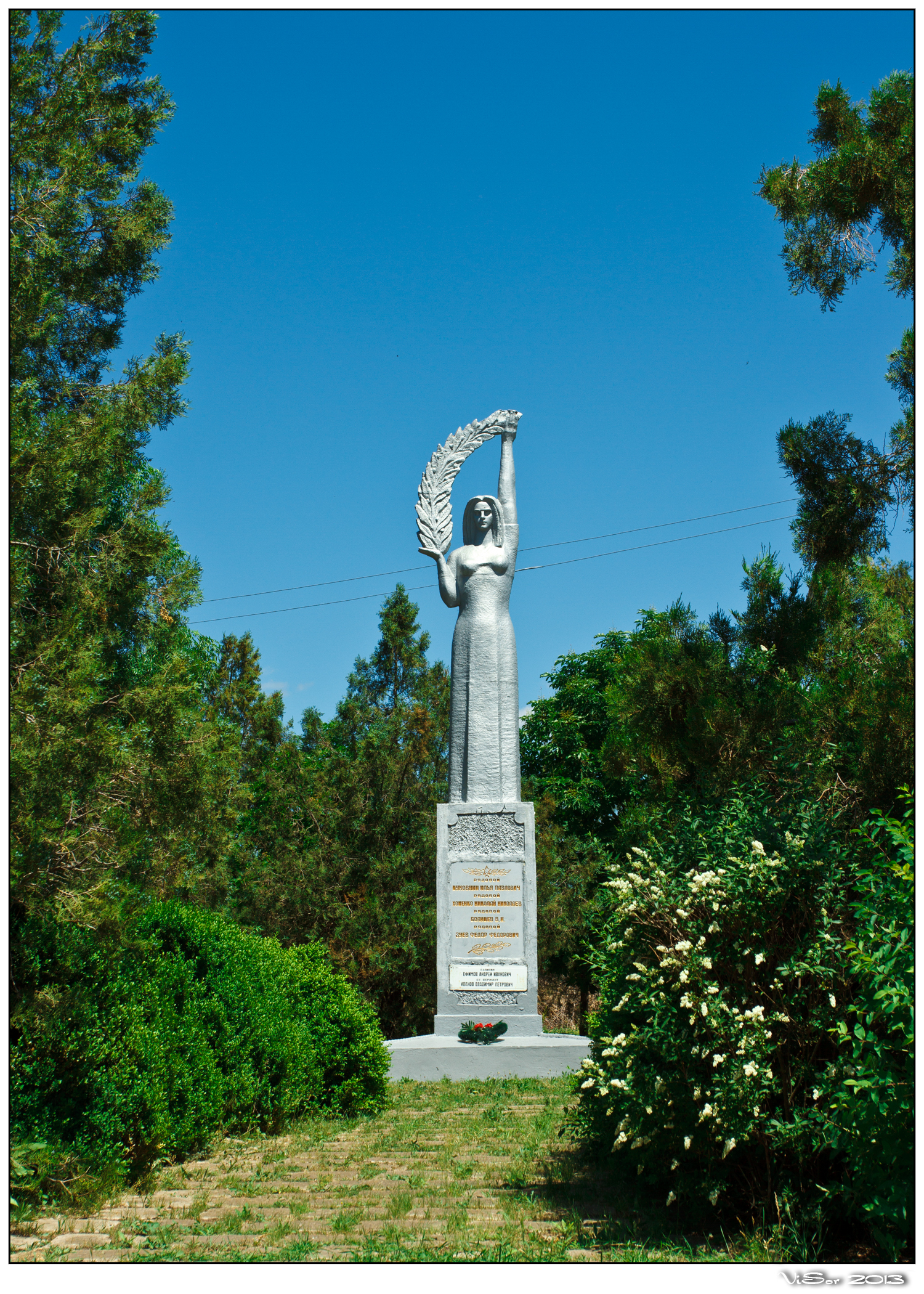
Памятник воинам РККА, погибшим при освобождении села
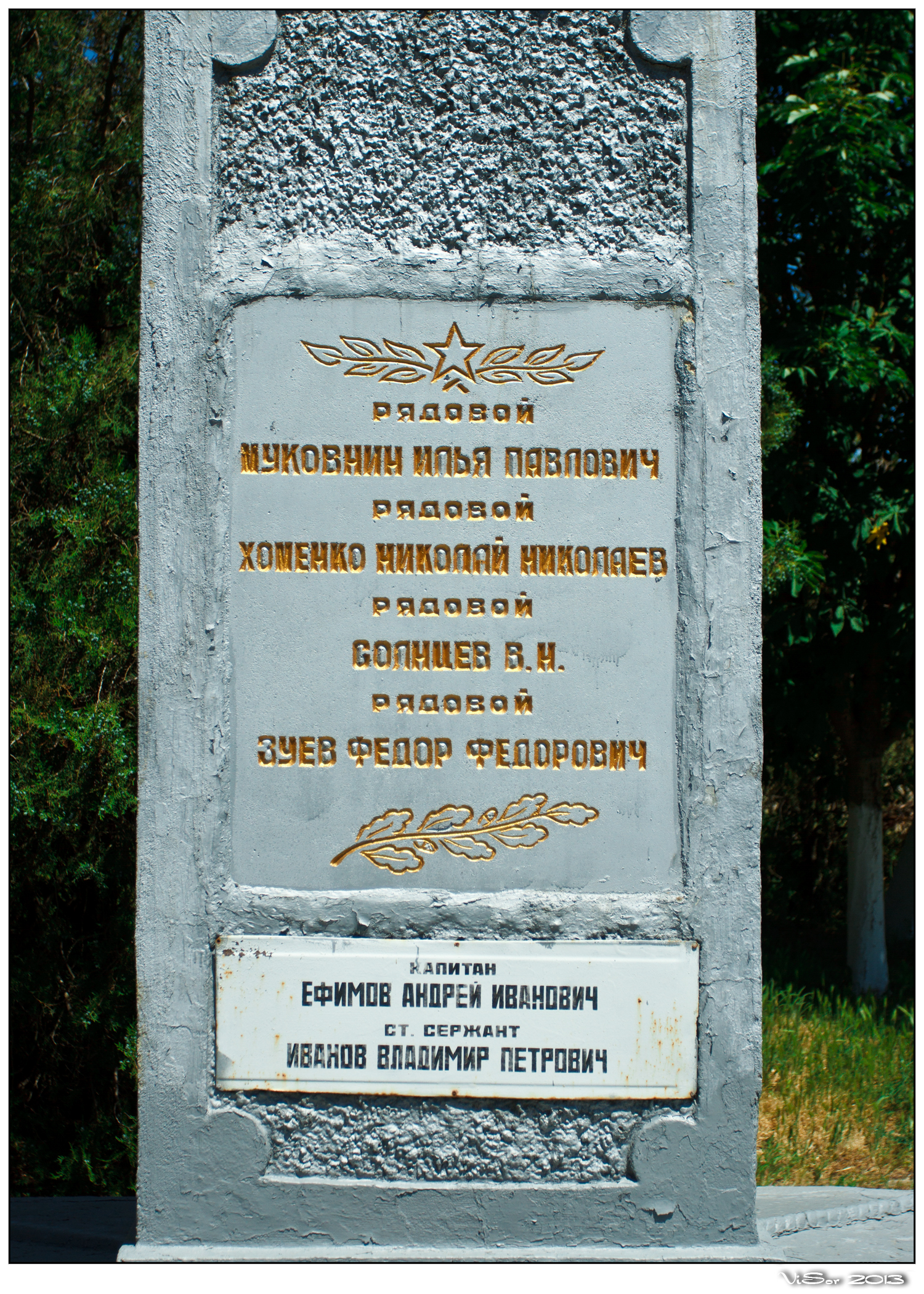
Памятник воинам РККА, погибшим при освобождении села (фрагмент)
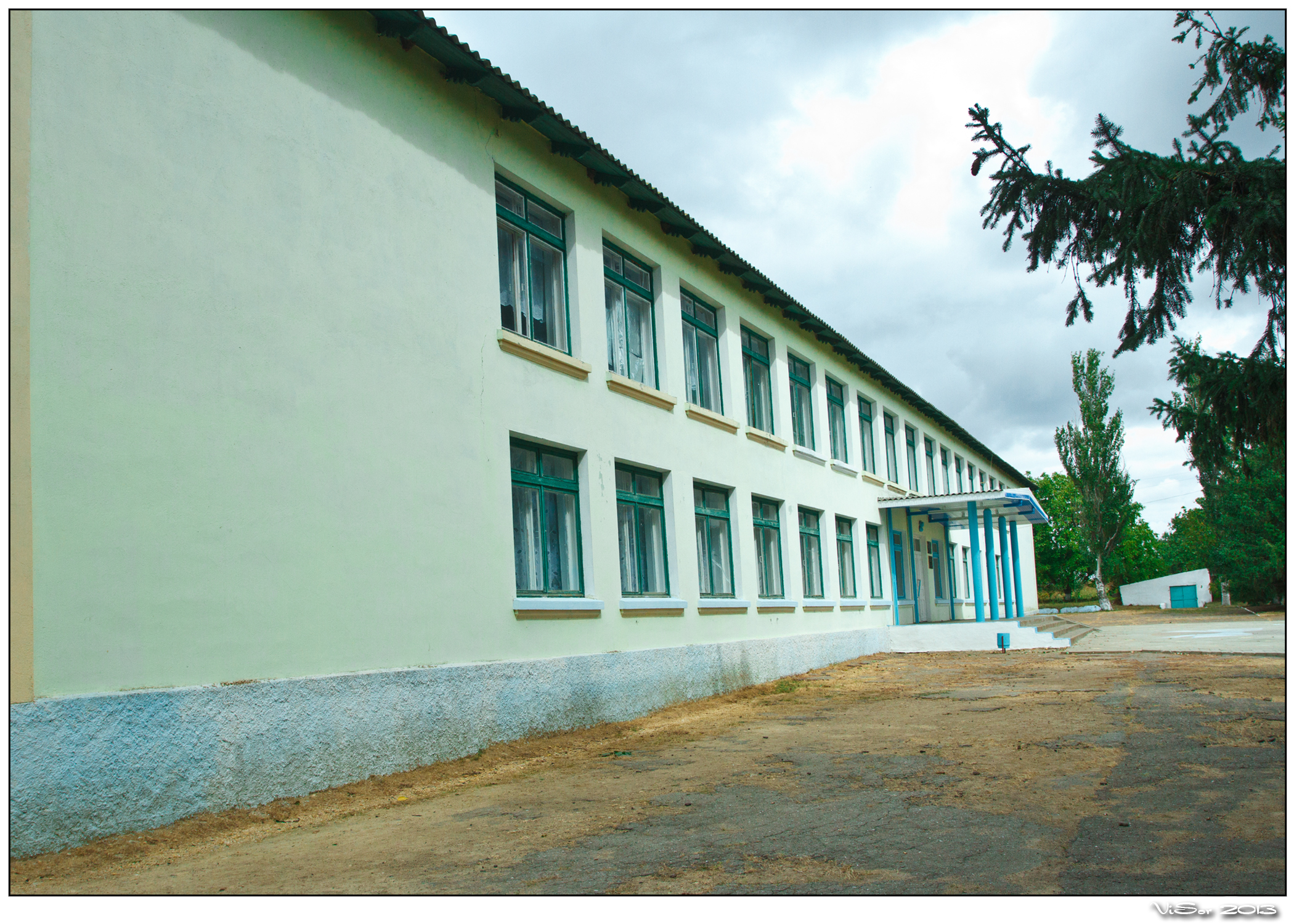
Общеобразовательная школа I-III ст. с. Виноградное
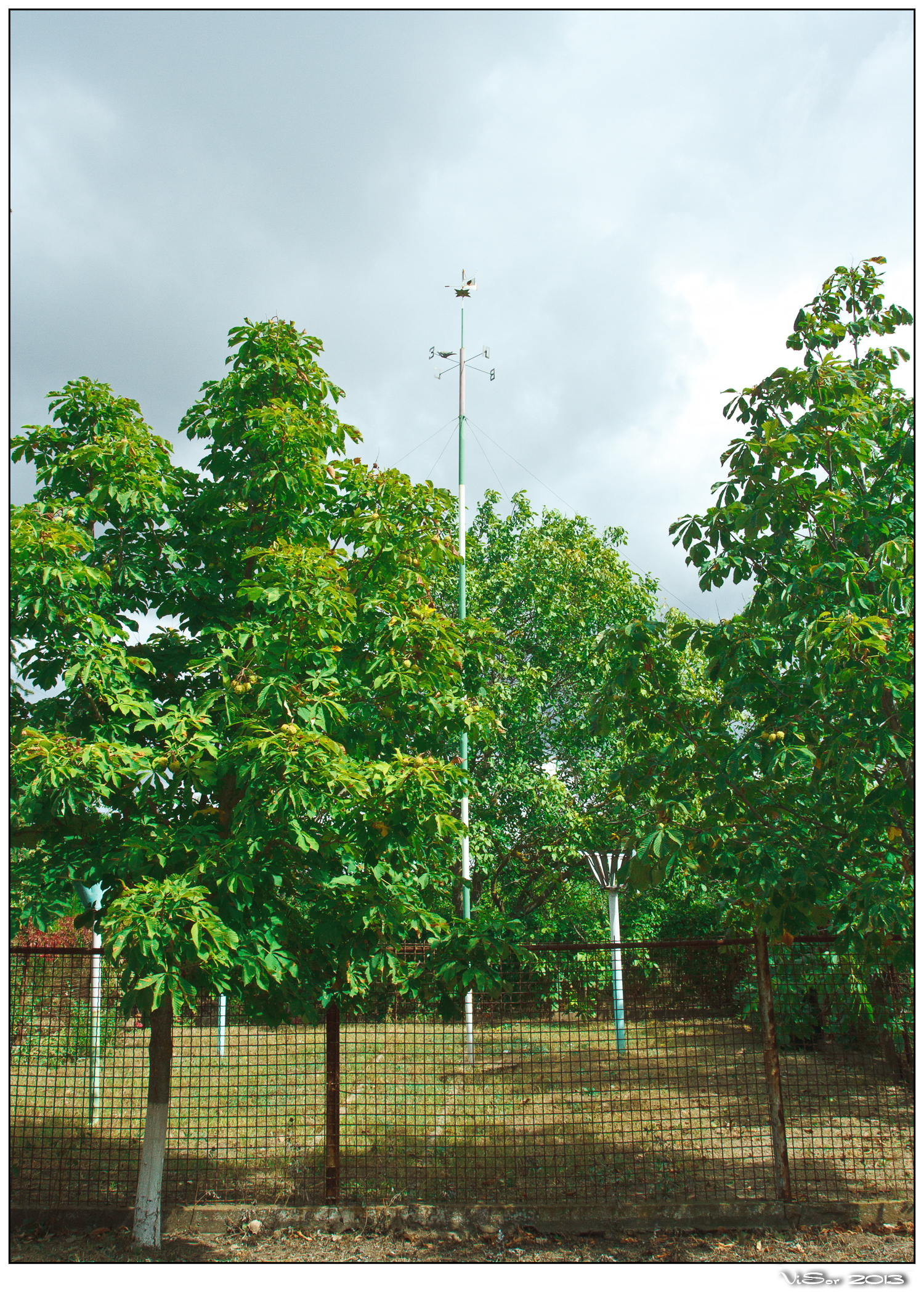
Школьная метеоплощадка в с. Виноградное